# Leopold Sokrates von Riecke

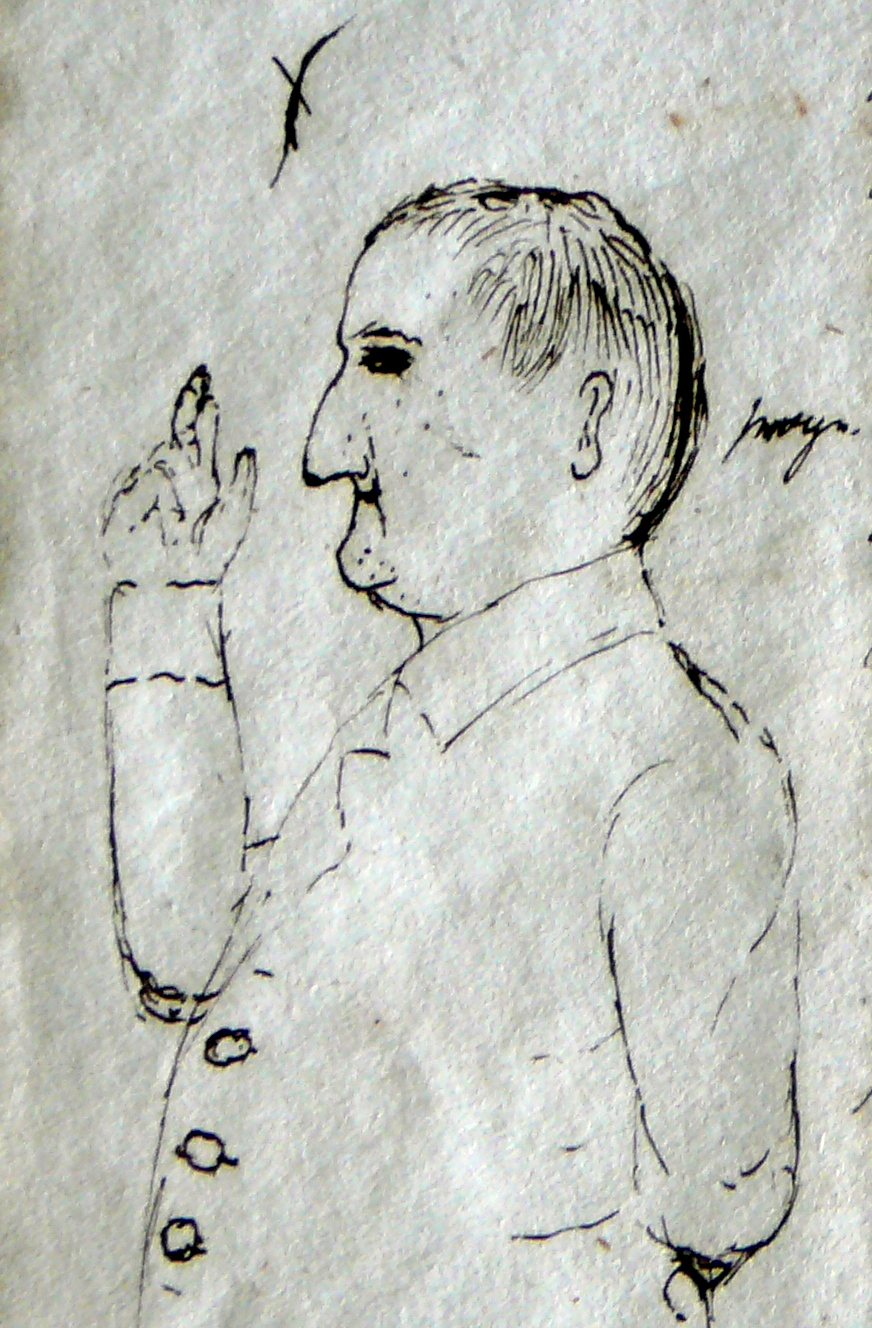
Federskizze, die wohl Leopold Sokrates von Riecke abbildet

Leopold Sokrates Riecke, ab 1838 von Riecke, (* 10. Oktober 1790 in Brünn; † 26. April 1876 in Stuttgart) war ein deutscher Gynäkologe, Chirurg und Hochschullehrer.

## Leben
Riecke ist der Sohn des evangelischen Predigers Victor Heinrich Riecke und wurde während dessen Tätigkeit in Brünn in Mähren geboren. Er ist Spross der Familie Riecke und besuchte zusammen mit seinem Bruder Friedrich von Riecke zunächst das Institut von Hofrat Christian Karl André und anschließend das Stuttgarter Gymnasium illustre. Danach studierte er an den Universitäten in Tübingen, Wien, Göttingen und Würzburg. 1811 wurde er Militärarzt und war als solcher an den Feldzügen der Befreiungskriege von 1813 bis 1815 beteiligt. 1812 wurde er dabei zum Oberarzt befördert. Er kehrte an die Tübinger Universität zurück und wurde dort mit der Dissertation Utrum funiculus umbilicalis nervis polleat an careat 1816 zum Dr. med. promoviert. Darauf folgend ging er auf Reisen. 1819 ließ er sich als praktischer Arzt in Stuttgart nieder.
Riecke wurde 1820 als außerordentlicher Professor der Medizin an die Universität Tübingen berufen. 1827 ernannte man ihn zum ordentlichen Professor und übertrug ihm den Lehrstuhl für Chirurgie und Geburtshilfe. Ab 1843 bis zu seiner Berufung nach Stuttgart 1848 hatte er nur noch die Geburtshilfe zu vertreten. In seiner Tübinger Zeit 1838/1839 das Rektorat der Universität inne. In Stuttgart war er anschließend als Obermedizinalrat tätig, außerdem war er Ehrenmitglied des Medizinalkollegiums. Bereits 1838 ehrte König Wilhelm I. von Württemberg ihn mit dem Ritterkreuz des Ordens der Württembergische Krone, womit der persönliche Adel verbunden war.
Neben Friedrich von Riecke war auch Gustav Adolf Riecke sein Bruder.

## Werke (Auswahl)
- mit Victor Adolf von Riecke: Beiträge zur geburtshülfflichen Topographie von Würtemberg, Tübingen 1827.
- Der geburtshülfliche Operationscursus: Anleitungen zu den Vorübungen am Phantome und zum Operiren am Gebärbette, Laupp, Tübingen 1846.